# Liste der Kulturdenkmäler in Lonnig
In der Liste der Kulturdenkmäler in Lonnig sind alle Kulturdenkmäler der rheinland-pfälzischen Ortsgemeinde Lonnig aufgeführt. Grundlage ist die Denkmalliste des Landes Rheinland-Pfalz (Stand: 27. Oktober 2023).

## Denkmalzonen
| Bezeichnung                              | Lage                                                | Baujahr                | Beschreibung | Bild            |
| ---------------------------------------- | --------------------------------------------------- | ---------------------- | --- | --------------- |
| Denkmalzone ehemaliges Augustinerkloster | An der Kirche 1 und 2, Auf der Klostermauer 13 Lage | ab dem 13. Jahrhundert | Denkmalzone aus Kirche, Friedhof, An der Kirche 1 (Schule oder Pfarrhaus?), Klostermauer und Hofanlage An der Klostermauer 13 | Fotos hochladen |

## Einzeldenkmäler
| Bezeichnung                    | Lage                                    | Baujahr                | Beschreibung | Bild                                    |
| ------------------------------ | --------------------------------------- | ---------------------- | --- | --------------------------------------- |
| Katholische Kirche St. Jakobus | An der Kirche 2 Lage                    | um 1220/30             | ehemalige Augustinerklosterkirche St. Maria; spätromanischer Chor mit nördlichem Chorflankenturm, um 1220/30; Saalbau, 1836, Architekt Johann Claudius von Lassaulx, Erweiterung 1961       | weitere Bilder Fotos hochladen          |
| Friedhof                       | An der Kirche, bei Nr. 2 Lage           | 18. Jahrhundert        | Friedhofskreuz, wohl aus dem 18. Jahrhundert; Wegekreuz, bezeichnet 1774; Friedhofskapelle, Basaltbrocken, Grottenarchitektur; Grabkreuz, bezeichnet 1774; zwei Grabkreuze, 18. Jahrhundert | Fotos hochladen                         |
| Kriegerdenkmal                 | An der Kirche, vor Nr. 2 Lage           | um 1920                | Kriegerdenkmal, Pylon mit Löwe | Fotos hochladen                         |
| Hofanlage                      | Auf der Klostermauer 13 Lage            | frühes 19. Jahrhundert | U-förmige Hofanlage; Bruchsteinbau, Krüppelwalmdach, frühes 19. Jahrhundert, Bruchstein-Stall oder -Scheune, Krüppelwalmdach, erste Hälfte des 19. Jahrhunderts                             | BW                                      |
| Kapelle                        | Bergstraße 30 Lage                      | 19. Jahrhundert        | Kapelle, Backsteinbau, 19. Jahrhundert | Fotos hochladen                         |
| Wohnhaus                       | Kirchstraße 2 Lage                      | 1818                   | Bruchsteinwohnhaus, Krüppelwalmdach, bezeichnet 1818, Stall-Scheune; Gesamtanlage | Fotos hochladen                         |
| Kapelle                        | Oberdorfstraße 26 Lage                  | 19. Jahrhundert        | Kapelle, 19. Jahrhundert | Fotos hochladen                         |
| Wegekreuz                      | außerhalb des Ortes                     | 1779                   | Wegekreuz, Basalt, bezeichnet 1779 | Direkt Bild zu diesem Denkmal hochladen |
| Bildstock                      | nördlich des Ortes Lage                 | 18. Jahrhundert        | Bildstock, 18. Jahrhundert | Fotos hochladen                         |
| Wegekreuz                      | nördlich des Ortes an der L 52 Lage     | 1699                   | Wegekreuz, Basalt, bezeichnet 1699 | Fotos hochladen                         |
| Wegweiser                      | südwestlich des Ortes an der L 112 Lage | 19. Jahrhundert        | Wegweiserstein (?), kleiner Obelisk, 19. Jahrhundert | BW                                      |
| Bildstock                      | westlich des Ortes an der K 50          | 18. Jahrhundert        | Bildstock, Relief, 18. Jahrhundert | Direkt Bild zu diesem Denkmal hochladen |